# Kiangyousteus yohii
Kiangyousteus yohii — вид панцирних риб ряду Артродіри (Arthrodira). Вид існував у девонському періоді. Скам'янілі рештки знайдені у відкладеннях формування Гуанву провінції Сичуань у Китаї. Це перший представник артродір, що знайдений на території Китаю.